# Mordellistena fenderi
Mordellistena fenderi es una especie de coleóptero de la familia Mordellidae.

## Distribución geográfica
Habita en  Estados Unidos.